# Find the Woman
Find the Woman è un film muto del 1918 diretto da Tom Terriss e interpretato da Alice Joyce. Prodotto dalla Vitagraph Company of America e distribuito dalla Greater Vitagraph, il film uscì nelle sale il 10 giugno 1918.
La sceneggiatura si basa su Cherchez la Femme, racconto di O. Henry pubblicato in Roads of Destiny nel 1909 a New York.

## Trama
A New Orleans, la cantante lirica Madeline Renard deve sostenere il ruolo di Margherita nel Faust. Una delle scene più note dell'opera è quella dove la protagonista femminile canta la canzone del gioiello; così Madeline chiede a un suo vecchio amico, l'orafo Morin, di farle una collana di perle da usare sul palcoscenico. L'uomo, però, muore prima di poterle consegnare le perle e, dalla sua cassaforte, si scopre che mancano ventimila dollari in oro che gli erano stati affidati da Mme. Tibault, una locandiera. Tutti in città, compreso il fidanzato, il critico Maurice Dumars, pensano che l'oro sia stato rubato da Madeline per pagare le meravigliose perle del suo collier. Maurice, però, che si reca dalla locandiera, scopre che la donna, ingenuamente, ha usato come carta da parati i certificati che Morin aveva comperato per lei usando l'oro che gli era stato affidato. Chiarito il mistero, Madeline riguadagna l'affetto del suo pubblico, di Maurice e degli amici; lei, a sua volta, li perdona tutti per l'ingiusto sospetto.

## Produzione
Il film fu prodotto dalla Vitagraph Company of America come A Blue Ribbon Feature.

## Distribuzione
Il copyright del film, richiesto dalla Vitagraph Co. of America, fu registrato il 3 giugno 1918 con il numero LP12490. Distribuito dalla Greater Vitagraph (V-L-S-E), il film uscì nelle sale cinematografiche statunitensi il 10 giugno 1918.